# Medalla del Mariscal Bagramián
La Medalla del Mariscal Bagramián (en armenio: «Մարշալ Բաղրամյան» Մեդալ) es una condecoración estatal de la República de Armenia otorgada ante todo a los veteranos de la Gran Guerra Patria, así como a los militares en activo de las Fuerzas Armadas de Armenia. Recibe su nombre en honor al mariscal de la Unión Soviética Iván Bagramián, uno de los pocos armenios étnicos en alcanzar ese rango y el segundo oficial militar no eslavo (después del letón Max Reyter) en comandar un Frente del Ejército Rojo (el Primer Frente Báltico). La medalla fue instituida el 11 de mayo de 1997 con motivo del centenario de su nacimiento.

## Estatuto de concesión
La Medalla del Mariscal Bagramián se otorga a personas que participaron en las hostilidades durante la Segunda Guerra Mundial, veteranos laborales que participaron activamente en la educación de la juventud en un espíritu patriótico militar, generales y oficiales, soldados rasos y sargentos de las fuerzas armadas, que estuvieron directamente involucrados en las hostilidades durante la defensa de las fronteras de Armenia.
El organismo encargado de conceder la medalla es el Ministerio de Defensa de Armenia, a propuesta del Consejo de la Unión de Veteranos del Ministerio de Defensa, así como de la Fundación Mariscal Bagramián.
La medalla se lleva en el lado izquierdo del pecho y en presencia de otras medallas de Armenia, se coloca inmediatamente después de la Medalla del Servicio de Combate. La medalla también se puede otorgar a veteranos y personal militar de otros países miembros de la CEI y otros estados. Junto con la medalla se entrega un certificado de premio, este certificado se presenta en forma de un pequeño folleto de cartón de 8 cm por 11 cm con el nombre del premio, los datos del destinatario y un sello oficial y una firma en el interior.

## Descripción

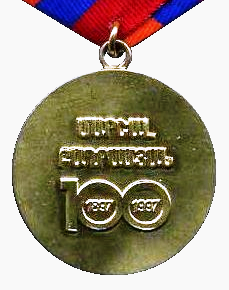
Reverso de la medalla

La medalla está hecha de latón y tiene la forma de un círculo con un diámetro de 32 mm con un borde convexo en la parte frontal.
En el anverso de la medalla tiene una imagen en relieve del mariscal Iván Bagramián con uniforme militar, en el pecho de la túnica del mariscal se puede observar la estrella de Mariscal y dos Estrella de Oro de Héroe de la Unión Soviética.
En el reverso hay una inscripción en letras en relieve en armenio: «Մարշալ Բաղրամյան» (Mariscal Bagramián), debajo de la inscripción hay un gran número «100», dentro de los dos ceros del número hay dos números más «1897» y «1997», que representan el año de nacimiento de Bagramián y el año en que se estableció la medalla, respectivamente.
La orden está conectada con un ojal y un anillo a un bloque pentagonal cubierto con una cinta de muaré de seda tricolor de acuerdo con los colores de la Bandera de Armenia, el ancho de la cinta es de 24 milímetros.